# Miami International Autodrome
A Miami International Autodrome (eredeti nevén: Hard Rock Stadium Circuit) utcai versenypálya Amerikában, Miami városában, amely miami nagydíj néven fog debütálni a Formula–1 2022-es szezonjában. A szervezők fő megállapodása arról szólt, hogy 2021-től rendeztek volna versenyt, amiről már 2019 óta tárgyaltak, de ezt nem sikerült megvalósítani. Miami város biztosai eredetileg a pálya létrehozása ellen szavaztak, de 2021. április 14-én mégis bejelentették, hogy 2022-től megrendezik a nagydíjat. A Miami nagydíj 10 éves szerződést kötött a Formula–1-gyel.
A pálya 19 kanyarból áll és 5,41 km hosszú, átlagsebessége pedig várhatóan 222 km/h körüli lesz.